# مادهیادشا
مادهیادشا یا میانه کشور (انگلیسی: Madhyadesha) به معنی هند میانه، یکی از پنج بخش فرعی هند باستان در تاریخ هند بود که از بخش بالایی گنگ (رود) و جمنا (رود) تا محل تلاقی (هم‌ریزگاه) دو رودخانه در پرایاگا امتداد داشت.
از قرن ششم قبل از میلاد، تاریخ این منطقه به درستی قابل بازیابی است. نام آن در مهاباراتا ذکر شده است.
کل منطقه در اسطوره‌شناسی هندو مقدس تلقی می‌شود زیرا خدایان و قهرمانان ذکر شده در دو حماسه - رامایانا و مهاباراتا - در اینجا زندگی می‌کردند.